# Paris-Saclay
Paris-Saclay je technologický a vědecký park poblíž Saclay na Île-de-France. Zahrnuje výzkumné instituce, dvě velké francouzské univerzity s vysokými školami (grandes écoles) a také výzkumná centra soukromých společností. V roce 2013 Technology Review zařadil Paris-Saclay mezi 8 nejlepších výzkumných klastrů na světě. V roce 2014 tvořilo téměř 15 % francouzské vědecko-výzkumné kapacity.
Nejstarší osídlení pochází z 50. let 20. století a oblast se v 70. a 20. století několikrát rozšířila. V současné době probíhá několik projektů rozvoje kampusu, včetně přemístění některých zařízení.
Tato oblast je nyní domovem mnoha největších evropských high-tech společností a také dvou nejlepších francouzských univerzit, Université Paris-Saclay (CentraleSupélec, ENS Paris-Saclay atd.) a Institut polytechnique de Paris (École Polytechnique, Télécom ParisTech, HEC Paris atd.). V žebříčku ARWU 2020 je Univerzita Paris-Saclay na 14. místě na světě za matematiku a na 9. místě na světě za fyziku (1. v Evropě).
Cílem bylo posílit klastr a vytvořit mezinárodní centrum vědy a technologie, které by mohlo konkurovat dalším high-tech čtvrtím, jako je Silicon Valley nebo Cambridge, MA.